# Sékou Touré (calciatore)
Sékou Touré (Bouaké, 1º maggio 1934 – 2 aprile 2003) è stato un calciatore ivoriano, di ruolo attaccante.

## Carriera
Fu capocannoniere della Division 1 1961-1962.